# 64 aC

## Esdeveniments

### República Romana
- Luci Juli Cèsar i Gai Marci Fígul II són cònsols.
- Pompeu destrueix el regne de Pontus;Mitridates VI se suïcida després d'escapar a Crimea.
- Pompeu annexa Síria, posteriorment Jerusalem amb l'annexció de Judea.

### Síria
- Antíoc XIII, el que és considerat per alguns el final de la dinastia Selèucida.